# NGC 978B
NGC 978B (другие обозначения — MCG 5-7-17, KCPG 71B, PGC 9823) — линзообразная галактика (S0) в созвездии Треугольник.
Этот объект не входит в число перечисленных в оригинальной редакции «Нового общего каталога» и был добавлен позднее.
Галактика NGC 978B входит в состав группы галактик NGC 973. Помимо NGC 978B в группу также входят ещё 21 галактика.